# Église Saint-Julien de Chevry-en-Sereine
Pour les articles homonymes, voir Église Saint-Julien.
L'église Saint-Julien est une église catholique située à Chevry-en-Sereine, en France.

## Localisation
L'église est située dans le département français de Seine-et-Marne, sur la commune de Chevry-en-Sereine.

## Historique
L'édifice est classé au titre des monuments historiques en 1990.